# Gerard Appiani d'Aragona de Còrsega
Gerard Appiani d'Aragona de Còrsega (1461-Florència 1502) fou fill de Jaume III Appiani d'Aragona. Va rebre les senyories de Valle i Montioni el22 de març de 1474 conjuntament amb son germà Belisari Appiani d'Aragona. El 1477 fou senyor de Brando i Erbalunga (a Còrsega) fins al 1479. El 1482 la noblesa de Còrsega va fer una crida a Jaume IV Appiani d'Aragona per intervenir a l'illa i aquest hi va enviar a son germà Gerard Appiani d'Aragona que fou elegit comte sobirà de Còrsega el juny de 1483 després d'una "consulta" dels nobles corsos a Lago Benedetto, però fou expulsat pels genovesos el mes de juliol.
Fou comte de Montagnano o Montagnana, i senyor de Casacalenda, Ripabottoni, Matrice, Sant'Angelo Limosano, Campolieto, Lupara, Provvidenti i Limosano des del 1477, feus comprats a la càmera regia de Nàpols, després d'haver retornat a la corona napolitana a la mort del darrer comte Giacomo di Montagnano. Els seus feus, tots a la regió de Molise, foren confiscats el 1494 per haver participat en la conjura dels barons contra el rei.
Va morir el 1502 i va deixar les seves dos senyories de Valle i Montioni al seu germà Belisari. El 1482 es va casar amb Lucrècia Pico, filla de Gianfrancesco Pico, senyor de la Mirandola i comte de Concòrdia, que va morir un any després que Gerard.